# Сор (Ходжавендський район)
Сор або Цор (азерб. Sor, вірм. Սոր, Ցոր) — село у Ходжавендському районі Азербайджану.

## Історія
9 жовтня 2020 року внаслідок поновлених зіткнень у Карабасі село було звільнене Національною армією Азербайджану.

## Пам'ятки
У селі розташована церква Аменапркіч 951 року, цвинтар 17-19 століття, фортеця «Цораберд» 9-13 століття та хачкар 9-11 століття.